# Van Amersfoort Racing
 (octobre 2023).
Van Amersfoort Racing est une écurie néerlandaise de sport automobile. Elle a été fondée en 1975 par Frits van Amersfoort. L'écurie est basée à Zeewolde, dans la province du Flevoland, aux Pays-Bas.

## Résultats

### Formule 2
| Saison | Châssis | Moteur     | Pilotes                                                      | GP disputés | Victoires | Poles Positions | Podiums | Records du tour | Points inscrits | Classement |
| ------ | ------- | ---------- | ------------------------------------------------------------ | ----------- | --------- | --------------- | ------- | --------------- | --------------- | ---------- |
| 2022   | Dallara | Mecachrome | Jake Hughes Amaury Cordeel David Beckmann Juan Manuel Correa | 28          | 0         | 0               | 0       | 1               | 73              | 10e        |
| 2023   | Dallara | Mecachrome | Richard Verschoor Juan Manuel Correa                         | 26          | 1         | 0               | 3       | 2               | 121             | 7e         |
| 2024   | Dallara | Mecachrome | Enzo Fittipaldi Rafael Villagómez John Bennett               | 28          | 1         | 0               | 2       | 2               | 78              | 11e        |
| 2025   | Dallara | Mecachrome | John Bennett Rafael Villagómez                               | 0           | 0         | 0               | 0       | 0               | 0               | e          |

### Formule 3 FIA
| Saison | Châssis | Moteur     | Pilotes                                           | GP disputés | Victoires | Poles Positions | Podiums | Records du tour | Points inscrits | Classement |
| ------ | ------- | ---------- | ------------------------------------------------- | ----------- | --------- | --------------- | ------- | --------------- | --------------- | ---------- |
| 2022   | Dallara | Mecachrome | Franco Colapinto Rafael Villagómez Reece Ushijima | 18          | 2         | 1               | 0       | 6               | 91              | 6e         |
| 2023   | Dallara | Mecachrome | Caio Collet Rafael Villagómez Tommy Smith         | 18          | 1         | 0               | 4       | 1               | 75              | 7e         |
| 2024   | Dallara | Mecachrome | Noel León Sophia Flörsch Tommy Smith              | 20          | 0         | 0               | 4       | 1               | 91              | 7e         |
| 2025   | Dallara | Mecachrome | Théophile Naël Santiago Ramos Ivan Domingues      | 0           | 0         | 0               | 0       | 0               | 0               | e          |

### Formule Régionale Europe
| Saison | Châssis | Moteur     | Pilotes                                                                      | GP disputés | Victoires | Poles Positions | Podiums | Records du tour | Points inscrits | Classement |
| ------ | ------- | ---------- | ---------------------------------------------------------------------------- | ----------- | --------- | --------------- | ------- | --------------- | --------------- | ---------- |
| 2019   | Tatuus  | Alfa Romeo | Alexandre Bardinon Dan Ticktum Andreas Estner Joey Mawson Sophia Flörsch     | 24          | 0         | 0               | 2       | 1               | 264             | 4e         |
| 2020   | Tatuus  | Alfa Romeo | Pierre-Louis Chovet Alessandro Famularo Dennis Hauger                        | 23          | 2         | 3               | 13      | 4               | 451             | 3e         |
| 2021   | Tatuus  | Alpine     | Francesco Pizzi Lorenzo Fluxá Mari Boya                                      | 20          | 0         | 0               | 1       | 0               | 63              | 7e         |
| 2022   | Tatuus  | Alpine     | Kas Haverkort Levente Révész Joshua Dufek                                    | 20          | 2         | 1               | 8       | 2               | 263             | 4e         |
| 2023   | Tatuus  | Alpine     | Joshua Dufek Kas Haverkort Niels Koolen Jesse Carrasquedo Jr. Ivan Domingues | 20          | 2         | 3               | 5       | 3               | 226             | 3e         |
| 2024   | Tatuus  | Alpine     | Pedro Clerot Ivan Domingues Brando Badoer                                    | 20          | 0         | 1               | 11      | 2               | 311             | 3e         |
| 2025   | Tatuus  | Alpine     | Pedro Clerot Dion Gowda Hiyu Yamakoshi                                       |             |           |                 |         |                 |                 | e          |

### Formule 3 Européenne
| Saison | Châssis | Moteur        | Pilotes                                                                              | GP disputés | Victoires | Poles Positions | Podiums | Records du tour | Points inscrits | Classement |
| ------ | ------- | ------------- | ------------------------------------------------------------------------------------ | ----------- | --------- | --------------- | ------- | --------------- | --------------- | ---------- |
| 2012   | Dallara | Volkswagen    | Lucas Auer Dennis van de Laar                                                        | 2           | 0         | 0               | 0       | 0               | 0               | non classé |
| 2013   | Dallara | Volkswagen    | Sven Müller Dennis van de Laar Måns Grenhagen                                        | 30          | 0         | 0               | 1       | 0               | 144             | 7e         |
| 2014   | Dallara | Volkswagen    | Max Verstappen Gustavo Menezes Jules Szymkowiat                                      | 33          | 10        | 7               | 17      | 7               | 519             | 4e         |
| 2015   | Dallara | Volkswagen    | Charles Leclerc Arjun Maini Alessio Lorandi                                          | 33          | 4         | 3               | 13      | 5               | 416,5           | 3e         |
| 2016   | Dallara | Volkswagen    | Callum Ilott Anthoine Hubert Harrison Newey Pedro Piquet                             | 30          | 3         | 3               | 9       | 4               | 427             | 4e         |
| 2017   | Dallara | Mercedes-Benz | Harrison Newey Joey Mawson Pedro Piquet David Beckmann Max Defourny Felipe Drugovich | 30          | 0         | 0               | 2       | 0               | 316             | 5e         |
| 2018   | Dallara | Mercedes-Benz | Artem Petrov Sophia Flörsch Frederik Vesti Keyvan Andres                             | 30          | 0         | 0               | 1       | 0               | 141,5           | 5e         |

### Euroformula Open
| Saison | Châssis | Moteur        | Pilotes                                                         | GP disputés | Victoires | Poles Positions | Podiums | Records du tour | Points inscrits | Classement |
| ------ | ------- | ------------- | --------------------------------------------------------------- | ----------- | --------- | --------------- | ------- | --------------- | --------------- | ---------- |
| 2020   | Dallara | Mercedes-Benz | Sebastian Estner Andreas Estner Alexandre Bardinon              | 18          | 0         | 0               | 8       | 1               | 84              | 3e         |
| 2021   | Dallara | Mercedes-Benz | Cem Bölükbaşı Casper Stevenson Rafael Villagómez Andreas Estner | 24          | 4         | 1               | 17      | 1               | 173             | 3e         |
| 2022   | Dallara | Mercedes-Benz | Filip Ugran Nicola Marinangeli Sebastian Øgaard Filip Kaminiarz | 11          | 1         | 0               | 3       | 1               | 48              | 4e         |